# Csupaszarcú hokkó
A csupaszarcú hokkó (Crax fasciolata) a madarak osztályának tyúkalakúak (Galliformes) rendjébe és a hokkófélék (Cracidae) családjába tartozó faj. Élőhelye Brazília déli részén, Paraguayban, Bolívia keleti részében és Argentína északkeleti részén, a cerradón és a Pantanalban található. Természetes élettere a trópusi és szubtrópusi lombhullató erdők, illetve a trópusi és szubtrópusi nedves erdők.

## Alfajok, változatok
A fajnak két jelenleg ismert alfaja van. Egy harmadik, súlyosan veszélyeztetett faj, a Crax pinima korábban a csupaszarcú hokkó alfajaként volt számontartva.
- C. f. fasciolata (Spix, 1825) - brazil síkságok, Paraguay Északkelet-Argentína, 3 változattal:
  - Crax fasciolata fasciolata v. fasciolata (törzsváltozat)
  - Crax fasciolata fasciolata v. sclateri
  - Crax fasciolata fasciolata v. xavieri
- C. f. grayi (Ogilvie-Grant, 1893) - Kelet-Bolívia

## Megjelenése
Nagytestű madár, hossza elérheti a 82–92 centimétert. Jellemző rá a nemi kétalakúság:
- A kakas tollazata olívazölden fénylő fekete, a lábán tollazata fehér és fekete. Csupasz arcán a bőr sárgás színű, apró fekete csőre van, fejét apró fekete taréj díszíti.
- A tojó feje, nyaka és felső tollazata fényesen fekete, hátán és farkán fehér foltokkal. Alsó tollazata okkersárga. Csupasz arca fekete, taréja fehér-fekete.[1]

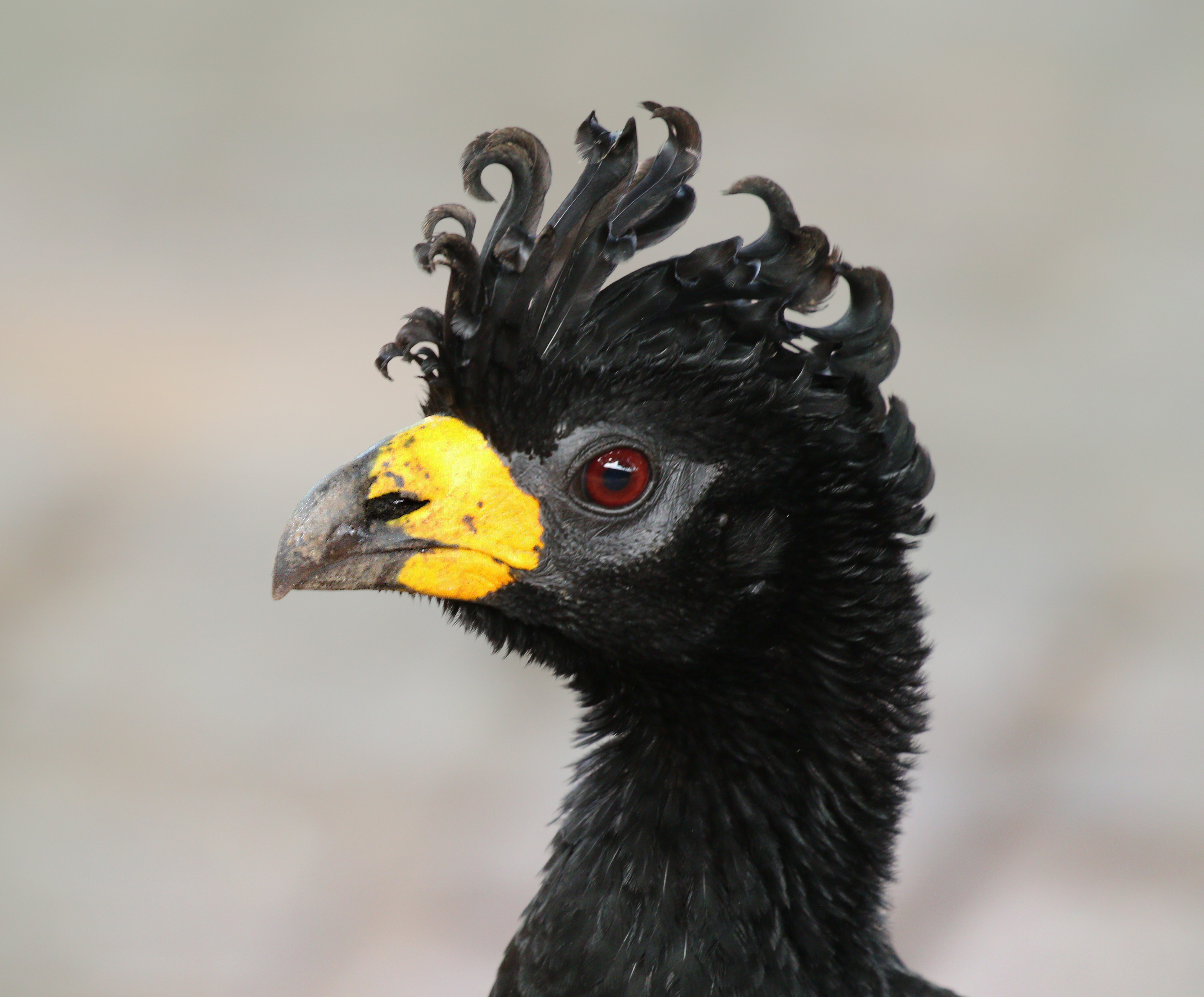
Hím feje Pantanal, Brazília
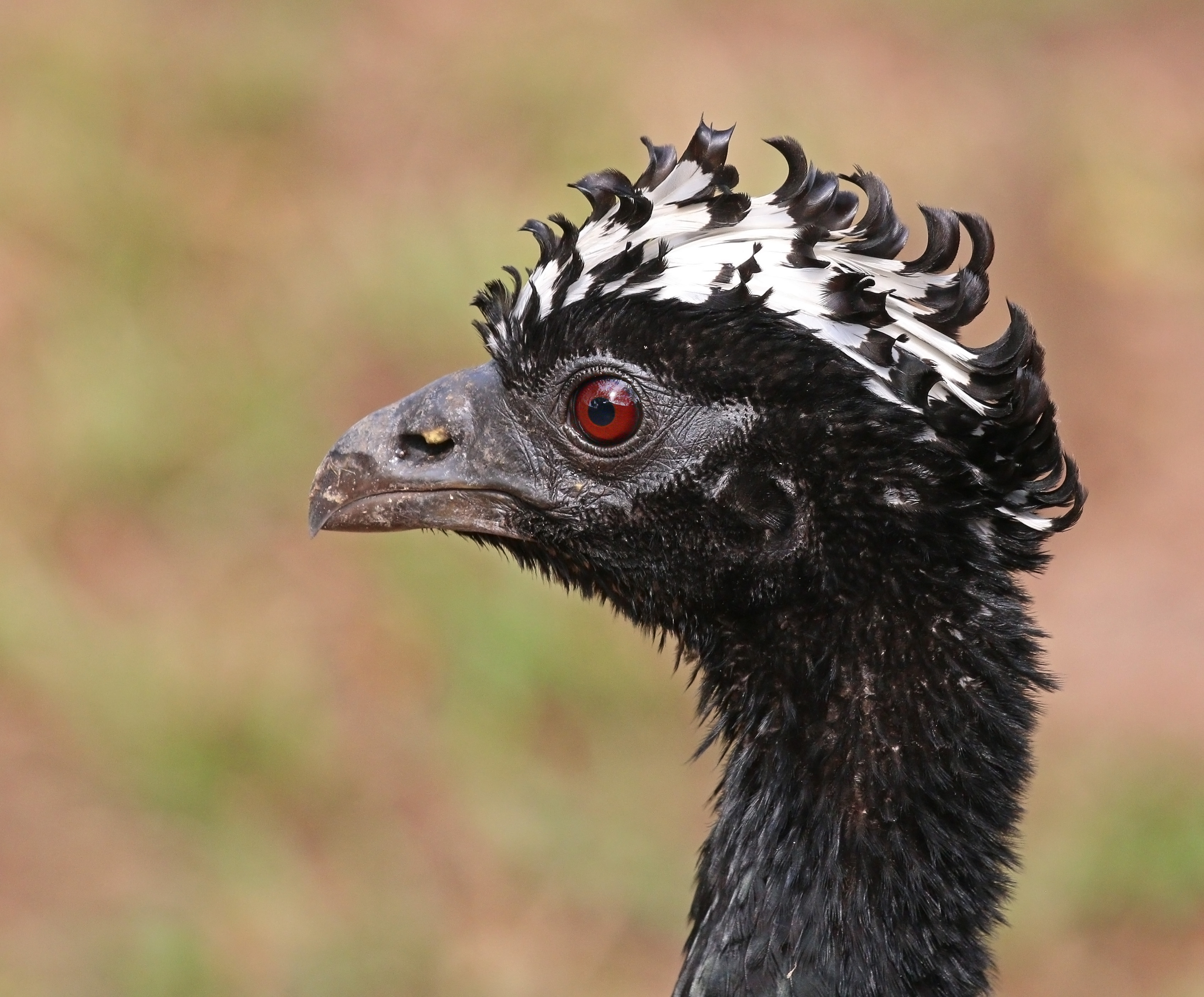
Tojó feje Pantanal, Brazília

## Életmódja
A nedves, szubtrópusi félig lombhullató erdőkben, illetve azok peremén él. Többnyire gyümölcsökkel, magokkal és apró gerinctelenekkel táplálkozik.

### Szaporodása
Nyáron, elterjedési területének déli részén párzik. Fészkét gallyakból fákra, körülbelül 4 méter magasra építi. A tojó 2 tojást rak, majd 30 napig költ.

## Természetvédelmi helyzete
Életterében gyakori, de a vadászat és a környezetszennyezés miatt egyedszáma csökkenhet. Ezért a  Természetvédelmi Világszövetség sebezhető fajként határozta meg.